# Modern Times Rock 'n' Roll
"Modern Times Rock 'n' Roll" es una canción por la banda británica Queen. Fue escrita por el baterista Roger Taylor, para su álbum debut homónimo de 1973.

## Composición y grabación
La canción fue influenciada por el rock y speed metal.
"Modern Times Rock 'n' Roll" fue grabada en septiembre de 1972 en los estudios Trident en Londres junto con el resto de canciones del álbum (con excepción de "The Night Comes Down", grabada el 8 de septiembre de 1971). Fue coproducida por la banda, Roy Thomas Baker y John Anthony.
La canción fue escrita y cantada por Taylor, la cual fue regrabada en dos ocasiones para la BBC. La primera data de diciembre de 1973 y fue transmitida en el programa de John Peel. Está versión fue eventualmente publicada en el álbum de 1989, At the Beeb, y suena muy similar a la versión del álbum. La segunda data de febrero de 1974 y fue transmitida por primera vez en el programa de Bob Harris. Está versión sólo estuvo disponible en álbumes no oficiales hasta el lanzamiento de On Air.

## Versiones en vivo
- Dos versiones grabadas en el Rainbow Theatre, el 31 de marzo de 1974 y el 20 de noviembre de 1974 durante la gira de Queen II y la gira de Sheer Heart Attack respectivamente, fueron publicadas en Live at the Rainbow '74.[6]

## Créditos
Créditos adaptados desde las notas del álbum.
Queen
- Roger Taylor – voz principal, batería
- Freddie Mercury – coros, piano
- Brian May – guitarra eléctrica
- John Deacon – bajo eléctrico

Músicos adicionales
- John Anthony – voces adicionales